# Andréanne Lafond
Pour les articles homonymes, voir Lafond.
Andréanne Lafond (née à Lyon, le 5 février 1919, et morte à Montréal, le 29 janvier 2012  est une journaliste canadienne québécoise, surtout connue comme animatrice de télévision à Radio-Canada.

## Biographie
Née à Lyon, Andréanne Lafond est d'abord assistante à la mise en scène en France, avant d'émigrer au Canada en 1948, où elle est d'abord « scripte assistante » pour quelques-uns des premiers films québécois (tels Le Curé de village, Séraphin, Le Rossignol et les cloches, La Petite Aurore, l'enfant martyre) et entre, en 1950, à Radio-Canada où, d'emblée accueillie par Judith Jasmin et René Lévesque, elle s'illustre à la télévision et à la radio pendant plus de trente ans, comme journaliste ou animatrice pigiste, réputée comme l'une des intervieweuses remarquables de son époque,,. En parallèle, elle fonde et codirige avec Solange Chaput-Rolland le magazine Points de vue qui, tiré à 5 000 exemplaires, paraît de 1955 à 1961.
À la télévision, elle travaille principalement dans le cadre des émissions Carrefour (de 1953 à 1962), Reportage (de 1956 à 1961) et du magazine Aujourd'hui (de 1962 à 1969). On l'a aussi vue dans les émissions Format 30 et Format 60 (de 1969 à 1972) et Actualité 24, de même qu'à l'animation du magazine littéraire Le trèfle à quatre feuilles. 
Remplaçant Fernand Seguin dans le cadre d'une émission télévisée de la série Le Sel de la semaine, elle mène un mémorable entretien avec Léo Ferré, en 1970, restant « agréable et vive », ne perdant pas son calme légendaire, ni son petit sourire, devant des propos provocateurs, misogynes, misanthropes, narcissiques, vantards ou très singuliers, mais sachant glisser, sur un ton innocent, gentil, intimiste — après une longue écoute très tolérante et apparemment complice ou trop timide —, la petite question qui s'impose et qui rend subitement tout à fait muet, très décontenancé, le trop audacieux invité.
À la radio, elle a mené des entrevues dans un grand nombre d'émissions, dont Métro magazine (de 1959 à 1969) et Présent, mais on retiendra surtout La vie quotidienne, qu'elle coanime avec Lizette Gervais de 1976 à 1983. À Radio-Québec (devenu Télé-Québec), dans l'émission télévisée Station Soleil, elle peut aussi rigoler aux côtés de Marc Laurendeau. 
Outre cela, elle a écrit une trentaine de contes pour la radio et signé plusieurs adaptations de dramatiques à la télévision.  Andréanne Lafond s'est également consacrée à l'enseignement du journalisme.
Elle reçoit le Prix des communications du Québec, en 1983, et le prix de journalisme Olivar-Asselin de la Société Saint-Jean-Baptiste de Montréal, en 1987.